# Ziyao Shan
Ziyao Shan är ett berg i Kina. Det ligger i provinsen Jiangxi, i den sydöstra delen av landet, omkring 230 kilometer söder om provinshuvudstaden Nanchang. Toppen på Ziyao Shan är 875 meter över havet, eller 488 meter över den omgivande terrängen. Bredden vid basen är 7,5 km.
Runt Ziyao Shan är det ganska tätbefolkat, med 192 invånare per kvadratkilometer. Närmaste större samhälle är Yuanqian, 9,4 km nordväst om Ziyao Shan. I omgivningarna runt Ziyao Shan växer i huvudsak blandskog.
Genomsnittlig årsnederbörd är 1 988 millimeter. Den regnigaste månaden är maj, med i genomsnitt 312 mm nederbörd, och den torraste är oktober, med 25 mm nederbörd.